# Petr Pravec
Petr Pravec (17 de setembro de 1967, Třinec – ) é um astrónomo checo, especializado na descoberta de novos asteróides, cujo nome foi atribuído ao asteroide 4790 Petrpravec.
É o descobridor, sozinho, de 123 asteróides, e o co-descobridor de 232 mais.